# 경상남도산촌유학교육원
경상남도산촌유학교육원(慶尙南道山村遊學敎育院)은 지방교육자치에 관한 법률 제32조에 따라 경상남도 내 초등학생들에게 산촌과 농촌생활을 체험하고 지역사회에 분포한 전통문화와 예절을 익히며, 미래 사회의 주인공으로서 갖추어야 할 자질과 품성을 길러주기 위하여 경상남도교육청 산하에 설치된 소속기관이다.